# ジョージ・C・ピジョン
ジョージ・C・ピジョン (英語: George C. Pidgeon、1872年3月2日 - 1971年6月15日) は、キリスト教のカナダ長老教会及びカナダ合同教会の牧師。1925年に発足したカナダ合同教会の最初の総会議長でもある。合同計画の強力な提唱者であり、その後の人生においてもエキュメニズムを擁護していた。

## 生涯
モントリオールのプレスビテリアン・カレッジで神学の学位を得た。1894年に長老教会から牧師として按手された。最初の任地はモントリオール・ウェスト長老教会 (現在のモントリオール・ウェスト合同教会)であった。その後、トロント地区に移り、ウェスト・トロント・ジャンクション地区に異動になるまで、ストリートビル地区 (現在のミシサガ)で働いた。
1909年から15年までは牧会の仕事を離れて、バンクーバーのウェストミンスター・ホール（現在のブリティッシュコロンビア大学のキュンパス以内にあるバンクーバー神学校）で神学を教えた。1916年にトロントに戻ると、ブルア・ストリート長老教会 (現在のブルア・ストリート合同教会)で牧師を務めた。

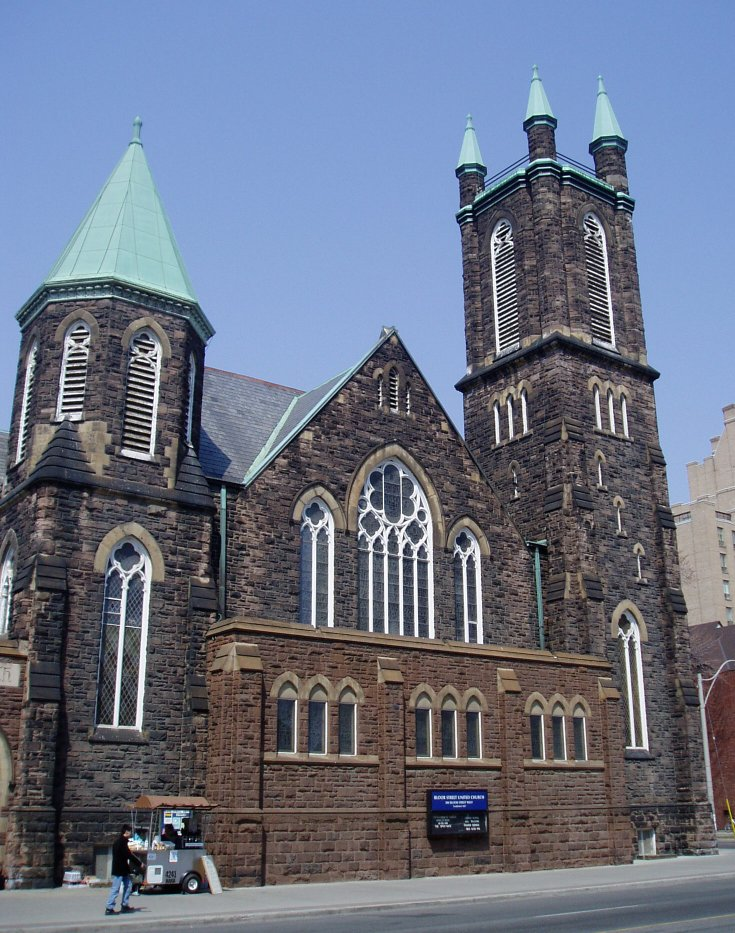
ブルア・ストリート合同教会

1923年にカナダ長老教会の総会議長となり、長老派、メソジスト派、会衆派の教会合同を推進する主唱者となった。しかし、長老教会のなかの一部には教会合同に反対するものもいた。計画全体を頓挫させかねないこの問題は、長老派の個々の教会が合同に参加するかしないかを決める投票権があることを認めることで解決された。この結果、長老派の4509教会のうち302教会 (うち211教会がオンタリオ南部にあった)は、「存続」カナダ長老教会を再結成することを選んだ。
合同支持派の長老教会の賛同をえて、1925年6月10日カナダ合同教会はトロントのミューチュアル・ストリート・アリーナで大規模な礼拝式を開いた。
新しい教会のエキュメニカルな基調は最初の総会から表れていた。初代総会議長の候補として最有力だったのはメソジスト教会の元総監督であったS・D・チャウンであった。これは新しい合同教会において最大の割合を占めたのがメソジスト教会であったからである。しかし、チャウンはピジョンにその地位を譲った。チャウンの願いは、これによって新しい教会に参加することを選んだ長老派の人間の決心をより堅固なものにすることであった。初代総会議長としてピジョンは1年間その役目を務めた。
ピジョンは禁酒運動や家庭宣教の支持者であり、後には1945年のカナダ教会協議会や1946年の世界教会協議会のようなエキュメニカルな組織結成の推進役を果たした。
牧師として32年間、ブルア・ストリート合同教会で働き、1948年に引退した。1971年に99歳で死去。